# النور عثمان أبكر
النور عثمان أبكر واحد من شعراء التفعيلة البارزين في السودان وأحد مؤسسي مدرسة الغابة والصحراء  وله إسهامات في تطوير الأدب والشعر والنقد والصحافة في السودان وغيره من بلدان الشرق الأوسط العربية.

## الميلاد والنشأة
ولد النور عثمان أبكر في عام 1938 في مدينة بورتسودان بولاية البحر الأحمر الحالية في السودان،  حيث كان يعمل والده في وظيفة سائق سيارة في الميناء. تزوج اثناء إقامته في ألمانيا بالألمانية مارغريت الخبيرة بمعهد جوته الألماني، وله منها  ثلاث بنات  هن  إيزيس، وهي فنانة تشكيلية، ولالا وهي طبيبة، وماجدولين مهندسة.

## التعليم
تلقى النور  تعليمه الأولى والمتوسط ، في مدارس  بورتسودان، والثانوي في مدرسة حنتوب في مدينة ود مدني بولاية الجزيرة الحالية في وسط السودان،  ثم  التحق بجامعة الخرطوم،  كلية الآداب،  قسم اللغات، وتخرج  فيها في عام 1962 بدرجة بكالوريوس الآداب وسافر إلى إنجلترا  ليدرس في جامعة ليدز ويحصل في عام 1970 على دبلوم تعليم اللغة الإنجليزية كلغة ثانية.

## حياته المهنية
هاجر النور فور تخرجه في جامعة الخرطوم إلى ألمانيا ومكث هناك حتى عام 1965. ثم عاد إلى السودان وعمل مدرساً للغة الإنجليزية والأدب الإنجليزي ورئيساً لشعبة اللغة الإنجليزية بعدد من المدارس الثانوية العليا بالسودان من بينها  مدرسة المؤتمر الثانوية، والمدرسة الأهلية، ومدرسة محمد حسين بالعاصمة المثلثة وذلك في الفنرة من عام 1964 وحتى عام 1975، ثم مترجماً صحفيّاً ومستشاراً لشؤون السودان بسفارة ألمانيا الغربية بالسودان  حتى  عام  1979. وترأس النور في الفترة ما بين عامي 1970 و 1979 لجنة الشعر في المجلس القومي للآداب والفنون بالسودان. 
وفي عام 1979 هاجر النور أبكر إلى دولة قطر  ليعمل في وظيفة كبير محررين ومترجمين في مجلة الدوحة، الأدبية الثقافية مع كل من الناقد السوداني محمد إبراهيم الشوش والأديب المصري رجاء النقاش كرؤساء تحرير على التوالي ثم تم تعيينه مترجماً ومحرراً ومديراً للتحرير بمجلة الدوحة القطرية وذلك في الفترة  من عام 1980  وحتى  عام 1986،  ليعمل  صحفياً ومترجماً خاصاً بالديوان الأميري في دولة قطر. وهو المنصب الذي  كان يشغله حتى وفاته.

## المسيرة الأدبية
النور عثمان أبكر  شاعر وكاتب ومترجم في اللغات  الألمانية و العربية والإنجليزية. وقد نُشر العديد من مقالاته الأدبية وأعماله النقدية في الصحف والمجلات  بالسودان والدول العربية الأخرى ومن بينها كتب  «أتعلم وجهك»  و«النهر ليس كالسحب» و «دراسات في أدب الشباب». وشمل نشاطه الأدبي ترجمة العديد من الكتب  والمؤلفات من  اللغة الإنجليزية إلى  اللغة العربية ومن  اللغة الألمانية إلى  اللغة العربية، ومنها مسرحية «رومانوف وجوليت» للكاتب البريطاني بيتر أوستينوف  و «رحلات  بريم  في السودان» المترجم من اللغة الألمانية و «دارفور وودَّاي» باللغة الألمانية   و «دراسة في شعر الشباب»، إلى جانب عدد آخر من الترجمات في مجالات علوم التاريخ والاجتماع والأدب من اللغتين الألمانية والإنجليزية.

## دواوينه الشعرية
نُشرت له أربعة دواوين شعر وهي:
- صحو الكلمات المنسية، الطبعة أولى 1970
- صحو الكلمات المنسية طبعة ثانية في 1996
- غناء للعشب والزهرة طبعة أولى 1975
- غناء للعشب والزهرة طبعة ثانية 1999

## طبيعة شعره
وصف النقاد الشاعر النور بأنه أحد أهم شعراء التفعيلة في السودان إبان خمسينات وستينات القرن الماضي، ويصنفون شعره ضمن اشعار «الغنائية العالية».

## قالوا عنه
قال عنه الناقد السوداني  إبراهيم الشوش  بأن «أبكر  يعتبر من أميز الشعراء وأرفع المترجمين من اللغة الإنجليزية إلى العربية ومن الألمانية إلى العربية والإنجليزية، ويشكل ديوانه، صحو الكلمات المنسية، علامة فارقة في شعره الذي ينتمي إلى مدرسة التفعيلة». وقال الشاعر محمد محمد خير المستشار الثقافي السوداني في دبي، «إن أبكر يرى أن الزنوجية أو الأفرقانية هي التي أسعفت العروبية في السودان بالمد الثقافي والجمالي، لذلك كان من المتحمسين لمدرسة الغابة والصحراء، التي ينتمي إليها، والتي تمثل مشروعه الشعري»، فيما قال الشاعر السوداني الراحل محمد المهدي المجذوب مادحاً النور: «إن النور عثمان أبكر يعني التصوف الظمآن إلى الينابيع المستورة» ، ووصفه الأديب صلاح شعيب بإنه «ظاهرة استثنائية في عوالم الأدب والشعر السوداني وستظل تجربته جدير بالاحتفاء والقراءة والنقد وسيظل النور نورا يتمدد في الدواخل».

## مدرسة الغابة والصحراء
ويعتبر النور عثمان أبكر أحد مؤسسي مدرسة الغابة والصحراء الأدبية في السودان، التي تأسست في أوائل الستينات من القرن الماضي، إلى جانب الشعراء الدكتور الراحل حمد عبد الحي الكبير، ومحمد المكي إبراهيم ويوسف عيدابي، والشاعر عبد الله شابو.

## وفاته
توفي النور عثمان أبكر في العام 2009 في مستشفى الدوحة الحكومي في العاصمة القطرية  عن عمر ناهز الواحد والسبعون عاما.